# Каманжаб
Каманжаб (на африканс Kamanjab) е град в северозападна Намибия. Макар и малко, градчето е важна отправна точка за екскурзии в земите на дамара. В него има пощенска станция, полицейски пост, няколко магазина и бензиностанции. Няма изградени банкови клонове и хотели.
Градът е център на избирателен район с 6012 души